# Mordella insidiosa
Mordella insidiosa es una especie de coleóptero de la familia Mordellidae.

## Distribución geográfica
Habita en Argel.